# Annelie Grund
Annelie Grund (ur. 28 czerwca 1953 w Berlinie) – niemiecka artystka, witrażystka, malarka i muzyk (śpiew alikwotowy).

## Życiorys
Annelie Grund urodziła się w 1953 roku w Berlinie. W latach 1972–1976 studiowała na Uniwersytecie Humboldtów w Berlinie, gdzie w roku 1976 uzyskała dyplom w zakresie wychowania artystycznego (Kunsterziehung), malarstwa i germanistyki. W roku 1983 uzyskała dyplom mistrzowski w zakresie malarstwa na szkle. Od 1979 r. prowadzi kursy i warsztaty w zakresie sztuki dla osób starszych.

## Życie prywatne
Mieszka w Wandlitz w pobliżu Berlina. Zamężna z architektem Manfredem Thon.

## Najważniejsze dzieła
Annelie Grund zrealizowała wiele projektów artystycznych w przestrzeni publicznej, głównie ze szkła, ale także ze stali i kamienia. Tworzy również witraże dla kościołów.

## Prace w kościołach

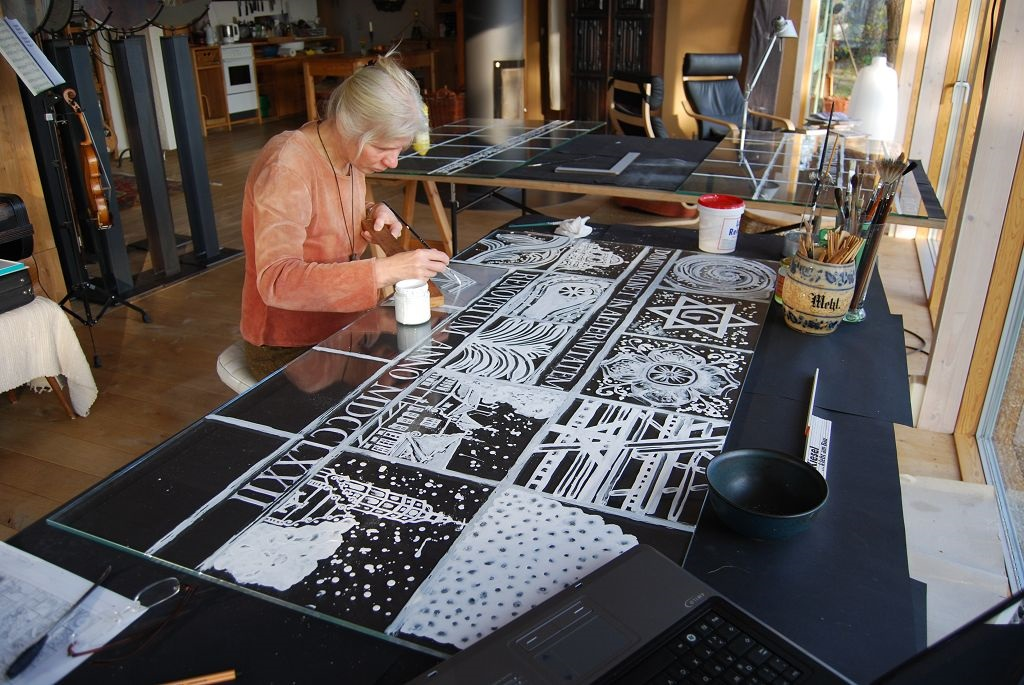
Annelie Grund przy pracy

- 2003 szklany ołtarz w kościele Dorfkirche Lünow koło Brandenburg
- 1999–2002 witraż w kościele Nikolaikirche w Oderberg
- 1999–2016 witraż w kościele Nikolaikirche w Fürstenberg (Oder)/Eisenhüttenstadt
- 1999 „Glas im Raum”, instalacja szkło i dźwięk. w kościele Temnitzkirche Netzeband
- 1998 witraż w przyklasztornym kościele zakonu Cystersów w Helfta
- 1998 „Kraftfelder”  instalacja szkło i dźwięk w klasztorze w Chorin
- 1997–1999 witraż w kościele św. Rodziny w Malchow/Meklemburgia[4]
- 1996 witraż w kaplicy w Berlinie-Charlottenburgu
- 1995 witraż katolickim domu opieki w Berlinie-Biesdorf
- 1994 witraż w krematorium w Berlinie-Baumschulenweg
- 1994 witraż w kościele w Gifhorn
- 1994 witraż w kaplicy w hotelu Albrechtshof w Berlinie[5]
- 1993 witraż w kościele w Teschendorf
- 1991 witraż w kościele w Berlinie-Spandau

## Projekty artystyczne dla przestrzeni publicznej
- 2012 „Das Blaue Band der Panke” - Szklana elewacja klatki schodowej parkingu w Bernau bei Berlin

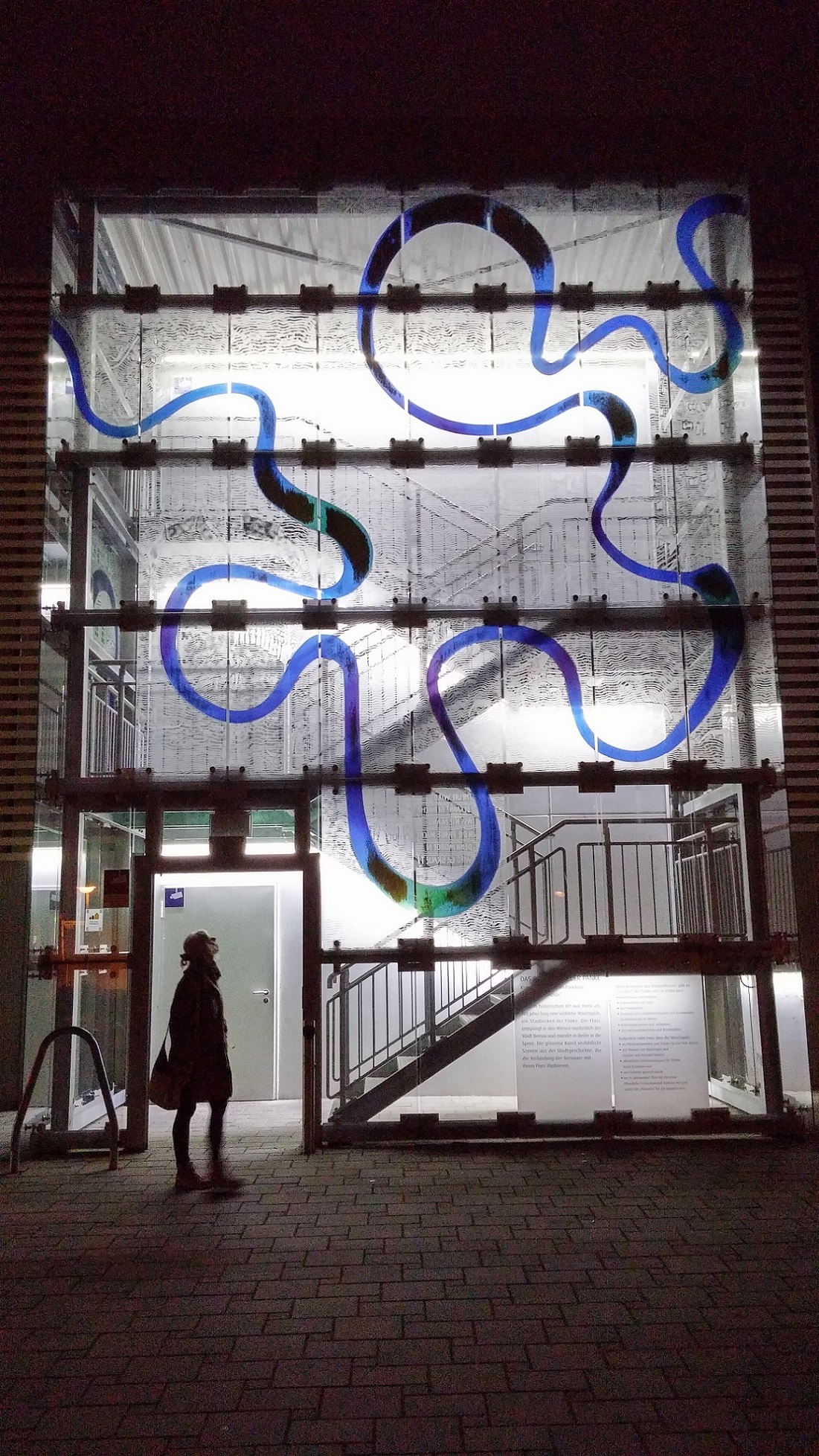
"Blaues Band der Panke", szklana elewacja klatki schodowej parkingu w Bernau bei Berlin

- 2011 „Stadtcollage” - szklana ściana w filii banku Sparkasse w Luckau
- 2010 Rzeźba w parku krajobrazowym Barnim
- 2007 Granitowy głaz narzutowy przy jeziorze Wandlitzer See[6]
- 2005 Pomnik ofiar prześladowań czarownic w Bernau bei Berlin,
- 2000 „Mystischer Raum” - instalacja szkło, światło i dźwięk na zamku Wiesenburg
- 1997 witraż w zespole klinicznym w Nauen

## Wystawy
- 2014 Kościół w Glambeck
- 2013 Inselgalerie w Berlin
- 2012 Galeria miejska w ratuszu w Chociebużu
- 2011 Dawny spichlerz w Hobrechtsfelde
- 2011 Galeria miejska w Eberswalde
- 2010 Galeria Schauß w Bernau bei Berlin
- 2009 Galeria Sehmsdorf w Poczdamie
- 2007 Kościół w Müncheberg
- 2006 Kościół w Prenden
- 2004 Galeria w starym ratuszu w Fürstenwalde

- 2003 Berlin, Galerie Form und Stil
- 2002 Grimme Kunsthof Barna v. Sartory
- 2002 Kościół św. Mikołaja w Oderberg
- 2001 Galeria w zamku Wiesenburg
- 1998 Klasztor Chorin
- 1997 Galeria w gimnazjum w Templin
- 1997 Kościół Ölbergkirche w Berlinie
- 1996 Galeria miejska w Eberswalde
- 1995 Galeria w Wartesaal w Berlinie

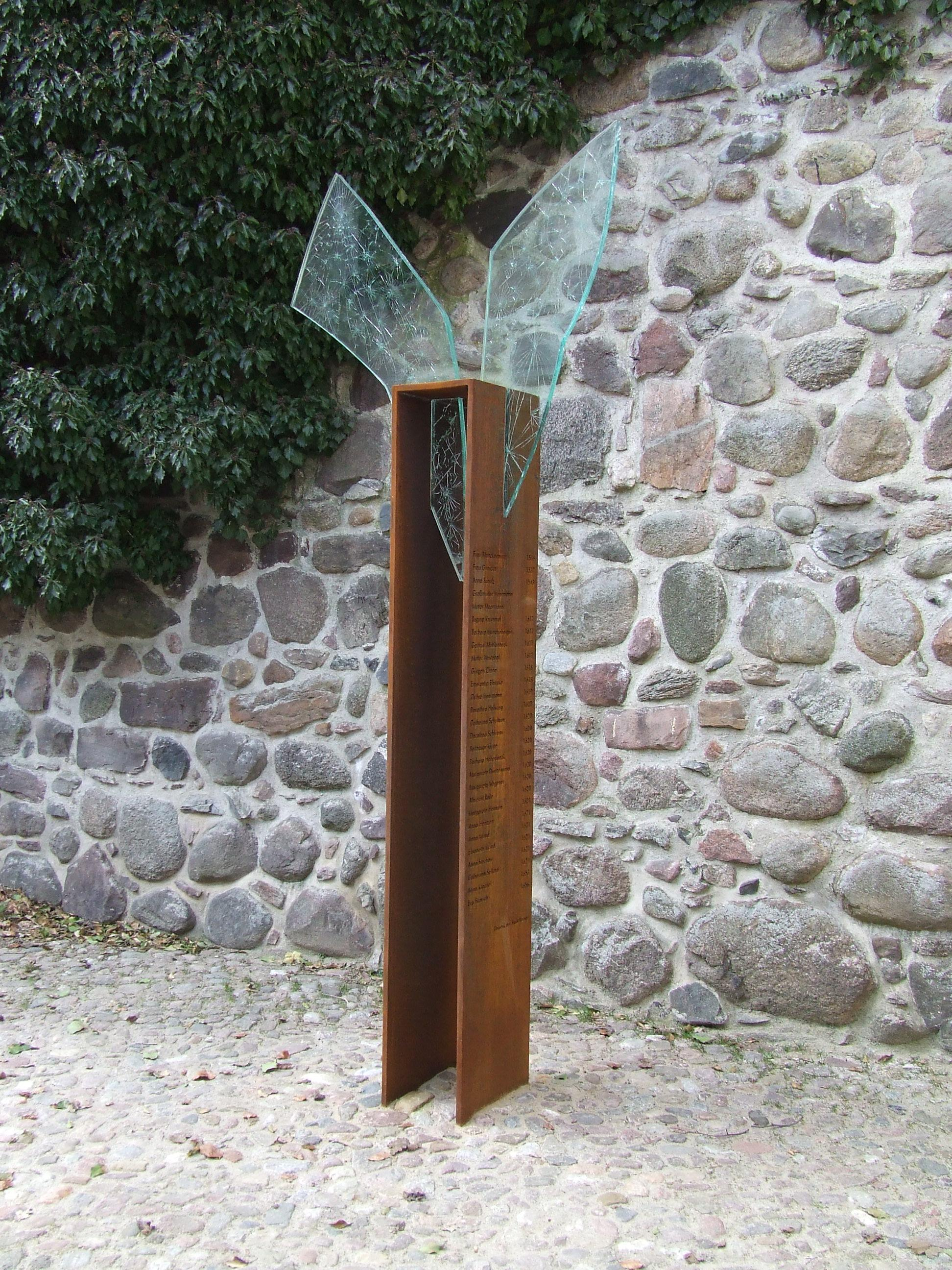
Pomnik poświęcony pamięci ofiar prześladowania czarownic w Bernau bei Berlin